# Алеады (пьеса)
«Алеады» — трагедия древнегреческого драматурга V века до н. э. Софокла, текст которой практически полностью утрачен.
Центральный персонаж трагедии — Телеф, сын Геракла и Авги, дочери царя Тегеи Алея. Последнему была предсказана смерть от руки внука, и поэтому новорождённого Телефа бросили на склоне горы. Ребёнка выкормила лань и воспитали пастухи. Став взрослым, Телеф узнал о своём происхождении, пришёл в Тегею и там в ссоре убил своих дядьев Алеадов, после чего уехал в Мисию (на его матери был женат местный царь Тевфрант).
«Алеады» могли быть второй частью трилогии, в которую входили «Мисийцы» и «Телеф».